# Sybian

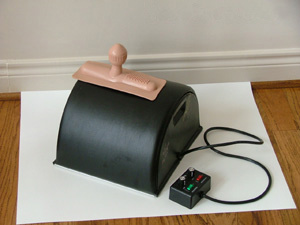
Una máquina Sybian.

Una Sybian, también llamada máquina Sybian o silla Sybian, es un dispositivo diseñado para ser usado con fines autoeróticos y de estimulación sexual (p. ej., masturbación), por lo que entra en la categoría de los juguetes sexuales. Fue desarrollada por David L. Lampert y es fabricada por la compañía ABCO Research Associates en Monticello (Illinois, EE. UU.), desde donde se distribuye internacionalmente.

## Descripción y funcionamiento
La Sybian tiene un peso de aproximado de 10 kg y ocupa una superficie de 33,5 × 31,5 cm. Desde el suelo hasta la parte superior la altura es de 21,5 cm. Los accesorios acoplados a la parte superior de las Sybian le suman una altura de aproximadamente 4 cm. desde el asiento hasta la punta del complemento de goma, lo que hace una altura total de unos 25 cm. El precio de una unidad es de alrededor de 1.315 dólares en los EE. UU., aunque existen diferentes modelos.
Consiste en un asiento semejante en su forma a una silla de montar, que contiene en su interior un motor eléctrico conectado a una pequeña varilla o soporte que sobresale por un orificio situado en el centro de la parte superior del asiento. Este soporte se fija a un accesorio complementario realizado en goma, caucho o látex y de forma fálica. Existen varios diseños del complemento, creados específicamente para la máquina Sybian, que se pueden acoplar a la barra. 
La Sybian está diseñada para que vibre durante su utilización, mientras que simultáneamente el objeto en el que está insertada la varilla realiza movimientos en círculo. Esta vibración tiene como objetivo estimular el clítoris externamente, mientras que los giros del accesorio que sobresale, realizados en un movimiento circular, pretenden estimular el punto G en las mujeres y proporcionar placer sexual. La intensidad de cualquiera de estos dos tipos de movimiento puede ser regulada, aumentándola o disminuyéndola, a través de un mando o control que está conectado a la base de la Sybian mediante un cable. Esta combinación de diferentes estímulos tiene por finalidad conseguir producir orgasmos mucho más intensos que los que se puedan experimentar a través de formas más simples de masturbación o de otros tipos de actividad sexual.

## Historia

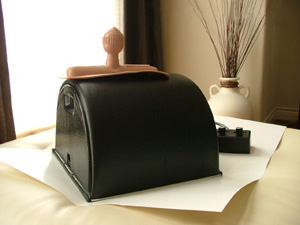
Vista lateral de una Sybian.

### Invención y desarrollo inicial
La creación de las Sybian se atribuye a Dave Lampert, quien tardó más de una década en fabricar el primer prototipo. Según el propio Lampert, concibió la idea de este dispositivo en la década de 1970, intentando ponerse en contacto con dos especialistas y un ingeniero en 1979, sin llegar no obstante a desarrollar nada en aquel entonces.
Lampert retomó la idea de nuevo en 1983, cuando tras comentársela a una doctora, esta le animó a explorar más en profundidad la idea. Esto llevó a Lampert a viajar al medio oeste de Estados Unidos ese mismo verano. Lampert visitó las tiendas de libros para adultos y minoristas, y no pudo encontrar ningún dispositivo similar a las Sybian, lo que le impulsó a considerar más seriamente la posibilidad de crear la máquina por él ideada.
Posteriormente, invirtió un año y medio en recopilar información en el ámbito del sexo, de cara a establecer la viabilidad del proyecto. Se llevó a cabo principalmente mediante la lectura de libros sobre la investigación actual sobre sexo y asesoramiento sexual y tratando de encontrar gente que pudiera ayudar en el proyecto, lo que implicaba necesariamente un equipo de ingenieros del que no disponía.

### Primeros prototipos
Un primer prototipo de máquina Sybian fue construido por fin en 1985. Estaba realizada con hojalata montada sobre un bastidor de madera. La función de estimulación mediante vibración se logró colocando un vibrador a través de una abertura en la cubierta. El modelo de las actuales Sybian es descendiente de un segundo prototipo realizado poco después del primero. El segundo prototipo tenía 60 centímetros de largo y un peso de 23 kilogramos. En este segundo prototipo se añadieron controles que el usuario pudiera manipular y regular la velocidad, junto con asas para que el usuario de la máquina pudiera aferrarse a ellas.

### Elección del nombre
Lampert y su equipo llamaron inicialmente al dispositivo Master Better, acortado a "MB". Este nombre fue utilizado durante cuatro años, pero Lampert decidió cambiarlo, pasando la máquina a ser llamada Sybian. La palabra proviene de Sybaris, una ciudad de la Antigua Grecia situada en el sur de Italia, cuyos habitantes eran conocidos por su lujoso estilo de vida. Así, el fabricante llama a los usuarios de la Sybian publicitariamente "sibaritas", refiriéndose a un amante de los objetos de lujo. La pronunciación correcta es SIB-ian.

## Modos de uso

### Generalidades
Normalmente, el usuario de la Sybian monta la máquina a horcajadas, introduciendo el accesorio móvil en la vagina. Para controlar la intensidad de la vibración y la velocidad de la misma, el usuario utiliza un mando a distancia.
La vibración y la rotación pueden ser controladas por separado graduándose con dos potenciómetros: el de la izquierda altera la velocidad de rotación del objeto insertado y el de la derecha modifica la velocidad de vibración del mismo. Esto permite al usuario tener control sobre la velocidad de cada característica de funcionamiento, o incluso la opción de tener solo una de ellas o ambas características funcionando al mismo tiempo.

### Accesorios y complementos
Las características de la Sybian permite que los usuarios elijan y añadan los accesorios que mejor satisfagan sus necesidades. Los accesorios disponibles son en su mayoría de caucho sintético y con forma de falo, teniendo estos complementos una gran variedad de tamaños disponibles, desde pequeños hasta muy grandes. Al comprar la máquina, los usuarios reciben cuatro de ellos, e instrucciones sobre cómo acoplarlos y fijarlos a las Sybian. La lubricación del accesorio antes de su uso es recomendada, pero no obligatoria.

## Especificaciones técnicas
El movimiento de rotación (en realidad es un movimiento orbital) del objeto fijado sobre la Sybian es controlada por un motor eléctrico con un ratio de 20:1 y una potencia de .034 hp (25 W). La rotación puede ser graduada de 0 a 120 rpm. Por su parte, para la vibración se utiliza un motor de .059 hp (44 W) cuyo control permite su activación en un rango de 0 a 6500 rpm. Ambos motores son fabricados por Bodine Electric Company. El interruptor de encendido y apagado de la máquina está situado en una pequeña caja que hace la función de control remoto o mando a distancia y que está unido a la Sybian por un cable. En este control se encuentran también los mandos para ajustar la vibración y la rotación, cada una de las cuales se puede controlar independientemente.
La Sybian incluye por defecto un cable de alimentación de 2,4 m. Puede utilizarse tanto en voltajes de 110-120 V como de 220-240 V. Soporta sobre sí hasta 450 kg de peso. La cubierta acolchada, que está hecha de skay, se puede limpiar con un producto de limpieza adecuado. En la carcasa de la máquina hay dispuestas también unas asas, al objeto de facilitar al usuario su transporte y traslado.

## Popularidad
Lampert y su equipo se preocuparon desde un principio por la posibilidad de que pudiera ser percibido su invento como pornográfico. Los clientes potenciales se podrían mostrar renuentes a comprar una máquina que se asociara con algo degradante o insano. Sin embargo, Lampert finalmente promocionó la Sybian como una adición complementaria y saludable para la sexualidad femenina, lo que ayudó a mejorar la percepción del dispositivo por parte de los posibles clientes. Tras su lanzamiento al mercado, apareció en la revista Penthouse, dando lugar en general a comentarios favorables.
La Sybian ha aparecido en numerosas producciones de vídeo porno desde principios de la década de 2000, sobre todo a través de Internet; algunas de las muchas actrices porno que han usado una máquina Sybian en alguna de sus películas son por ejemplo Valentina Vaughn, Lexi Bardot o Kiara Diane. El dispositivo se hizo famoso principalmente gracias al show radiofónico The Howard Stern Show, tras la aparición del programa en la cadena Sirius Satellite Radio. Con ocasión de su cumpleaños, Howard Stern recibió como regalo una Sybian en 2006 y ha pedido a algunas de sus invitadas al programa que la usaran en directo ante los micros, como las actrices Carmen Electra, Heather Vandeven y Jenna Jameson, o la modelo Leticia Cline, entre otras muchas.
En el canal de pago Howard TV se emite desde febrero de 2007 un programa retransmitido a través de la televisión por cable local, de dos horas de duración, llamado Sybian Documentary, en el que una Sybian ocupa el plató, permaneciendo en todo momento a disposición de las invitadas al programa.